# Illice triplaga
Illice triplaga är en fjärilsart som beskrevs av George Francis Hampson 1905. Illice triplaga ingår i släktet Illice och familjen björnspinnare. Inga underarter finns listade i Catalogue of Life.